# Aleja Krakowska w Warszawie
Aleja Krakowska – główna ulica warszawskiej dzielnicy Włochy, stanowiąca przedłużenie ul. Grójeckiej do granic miasta.

## Opis
W 1923 wzdłuż obecnej alei przeprowadzono linię tramwajową w kierunku Okęcia. W 1927 po wschodniej stronie powstały Polskie Zakłady „Skoda”, do których przeprowadzono bocznicę kolejową przecinającą ulicę na wysokości obecnej ul. Komitetu Obrony Robotników.
W czasach Polski Ludowej, do reformy sieci dróg w 1985 roku, ulica była częścią dróg państwowych nr 15 i 16 oraz dróg międzynarodowych E7 i E82. Do końca 2013 roku leżała w ciągu drogi krajowej nr 7 i trasy europejskiej E77.
Ulica stanowi odcinek wylotowej arterii w kierunku Krakowa. Biegnie od wiaduktu nad torami kolejowymi linii Warszawa-Kraków i stacji PKP Rakowiec do skrzyżowania z ul. Na Skraju – granicą Warszawy i Raszyna.
Przy skrzyżowaniu z ul. Malowniczą znajduje się węzeł komunikacyjny „P+R Al. Krakowska”. W terminalu z 4 peronami działa 12 stanowisk autobusowych, zaś pętla tramwajowa ma 3 perony i tor odstawczy. Pętla jest głównym punktem przesiadkowym ZTM w kierunku południowo-zachodnim.
W pobliżu południowego krańca ulicy zlokalizowany jest węzeł z drogą ekspresową S2.

## Ważniejsze obiekty
- Instytut Lotnictwa (nr 110/114)
- Lotnisko Chopina
- Tablica pamiątkowa Tchorka (nr 172)
- Urząd dzielnicy Warszawa-Włochy (nr 257)
- Stacja kolejowa Warszawa Rakowiec
- Fort VI Twierdzy Warszawa
- Centrum handlowe Okęcie Park